# ビル・マクナルティ
ウィリアム・フランシス・マクナルティ（William Francis McNulty , 1946年8月29日 - ）は、アメリカ合衆国カリフォルニア州サクラメント出身の元プロ野球選手（内野手・外野手）。

## 来歴・人物
アメリカンリバー短期大学卒業後、1965年にカンザスシティ・アスレチックスと契約。
1969年7月9日のホワイトソックス戦（WSパーク）に7番・左翼手で先発出場してメジャーデビューを果たすが、3打数無安打2三振に終わった。メジャーでは同年と1972年に計9試合に出場したのみで定着はならず、その後はニューヨーク・メッツ、ミルウォーキー・ブルワーズなどでマイナー生活を送った。
1974年にブルワーズのAAAであるサクラメント・ソロンズで55本塁打を放って本塁打王になるが、当時本拠地だったヒューズ・スタジアムは元々アメリカンフットボールや陸上競技用のスタジアムで、左翼が233フィート(約71m)しかなく、当時の日本の球場でもレフトフライになる打球が本塁打になるような球場だった。
1975年シーズン途中の5月29日、成績不振のため解雇されたジミー・ロザリオに代わってラファエル・バチスタと共にロッテオリオンズへ入団。ジョージ・アルトマンの代役として期待され、6月3日の南海戦（大阪）に4番・左翼手で初出場。同試合ではバチスタが江本孟紀から初打席本塁打を放っているが、マクナルティも三遊間に強い当たりのゴロを放った。遊撃手の鶴崎茂樹が捕球したが、来日初安打となる内野安打になっている。南海の野村克也選手兼任監督はマスク越しに新助っ人の2人を観察しており、「バチスタが打ったのはフォークが落ちなかった力のないボール。ファームの選手でもホームランや。マクナルティ?間違ったらもっていかれるな。パワーはありそうや。けど、穴もけっこうあるで」と分析していた。金田正一監督は「後期が楽しみや。そろって20本塁打や」と大きな期待を寄せたが、野村が予言した通り、新助っ人は穴が多かった。6月10日の日本ハム戦（宮城）で三浦政基から初本塁打を放ち、本塁打こそ13本とマイナーの本塁打王の片鱗を見せたが、カーブに対応できなかった。64試合で52三振、打率.190という粗い打撃がネックとなり、同年限りで退団して帰国。

## 詳細情報

### 年度別打撃成績
| 年 度    | 球 団    | 試 合 | 打 席 | 打 数 | 得 点 | 安 打 | 二 塁 打 | 三 塁 打 | 本 塁 打 | 塁 打 | 打 点 | 盗 塁 | 盗 塁 死 | 犠 打 | 犠 飛 | 四 球 | 敬 遠 | 死 球 | 三 振 | 併 殺 打 | 打 率 | 出 塁 率 | 長 打 率 | O P S |
| -------- | -------- | ----- | ----- | ----- | ----- | ----- | -------- | -------- | -------- | ----- | ----- | ----- | -------- | ----- | ----- | ----- | ----- | ----- | ----- | -------- | ----- | -------- | -------- | ----- |
| 1969     | OAK      | 5     | 17    | 17    | 0     | 0     | 0        | 0        | 0        | 0     | 0     | 0     | 0        | 0     | 0     | 0     | 0     | 0     | 10    | 0        | .000  | .000     | .000     | .000  |
| 1972     | OAK      | 4     | 12    | 10    | 0     | 1     | 0        | 0        | 0        | 1     | 0     | 0     | 0        | 0     | 0     | 2     | 0     | 0     | 1     | 0        | .100  | .250     | .100     | .350  |
| 1975     | ロッテ   | 64    | 216   | 195   | 24    | 37    | 2        | 0        | 13       | 78    | 27    | 1     | 2        | 2     | 1     | 17    | 0     | 1     | 52    | 2        | .190  | .257     | .400     | .657  |
| MLB：2年 | MLB：2年 | 9     | 29    | 27    | 0     | 1     | 0        | 0        | 0        | 1     | 0     | 0     | 0        | 0     | 0     | 2     | 0     | 0     | 11    | 0        | .037  | .103     | .037     | .140  |
| NPB：1年 | NPB：1年 | 64    | 216   | 195   | 24    | 37    | 2        | 0        | 13       | 78    | 27    | 1     | 2        | 2     | 1     | 17    | 0     | 1     | 52    | 2        | .190  | .257     | .400     | .657  |

### 背番号
- 37 （1969年）
- 18 （1972年）
- 7 （1975年）